# Xi Bootis
Xi Bootis (ξ Bootis / ξ Boo) ist ein Doppelstern-System im Sternbild Bärenhüter. Xi Bootis AB ist 21,9 Lichtjahre von der Sonne entfernt und gehört damit zu den sonnennahen Systemen. Die hellere, größere Komponente hat eine Scheinbare Helligkeit von minimal 4,76, ist daher mit bloßem Auge sichtbar. Mit einem kleineren Teleskop lassen sich die beiden Komponenten gut auch getrennt beobachten.

## Astrometrie
Die präziseste Messung der Parallaxe von 148,98 ± 0,48 mas stammt aus dem Jahr 2007. Diese ergibt eine Distanz des Systems zur Erde von rund 21,9 Lichtjahren.
Die von der Erde aus beobachtbare Eigenbewegung am Himmel beträgt jährlich 0,15 Bogensekunden.
Bestimmung der Entfernung für Xi Bootis
| Jahr | Quelle                  | Parallaxe (mas)             | Entfernung (pc)                   | Entfernung (Lj)                    | Entfernung (Pm)                     |
| ---- | ----------------------- | --------------------------- | --------------------------------- | ---------------------------------- | ----------------------------------- |
| 1970 | Woolley et al.          | 148,00 ± 6,00               | 6,757 +0,29−0,26                  | 22,04 +0,93−0,86                   | 208,49 +8,81−8,12                   |
| 1991 | Gliese & Jahreiß        | 149,10 ± 3,60               | 6,707 +0,17−0,16                  | 21,88 +0,54−0,52                   | 206,95 +5,12−4,88                   |
| 1995 | Yale Parallax Catalogue | 149,70 ± 1,70               | 6,680 +0,08−0,08                  | 21,79 +0,25−0,24                   | 206,12 +2,37−2,31                   |
| 1997 | Hipparcos- Katalog      | 149,26 ± 0,76               | 6,700 +0,03−0,03                  | 21,85 +0,11−0,11                   | 206,73 +1,06−1,05                   |
| 1997 | Tycho A Tycho B         | 137,90 ± 3,80 144,90 ± 6,40 | 7,252 +0,21−0,19 6,901 +0,32−0,29 | 23,65 +0,67−0,63 22,509 +1,04−0,95 | 223,76 +6,34−6,00 212,95 +9,84−9,01 |
| 1999 | Söderhjelm              | 147,10 ± 0,80               | 6,798 +0,04−0,04                  | 22,17 +0,12−0,12                   | 209,77 +1,15−1,13                   |
| 2007 | van Leeuwen             | 148,98 ± 0,48               | 6,712 +0,02−0,02                  | 21,89 +0,07−0,07                   | 207,12 +0,67−0,67                   |
| 2012 | RECONS Top 100          | 147,57 ± 0,72               | 6,776 +0,03−0,03                  | 22,10 +0,11−0,11                   | 209,10 +1,03−1,02                   |

Nicht trigonometrische Entfernungsbestimmungen sind kursiv markiert. Die präziseste Bestimmung ist fett markiert.

## System Xi Bootis AB
Der visuelle Abstand der beiden Komponenten, die sich in einer weiten, hochgradig elliptischen Umlaufbahn (Exzentrizität 0,51) um das gemeinsame Massezentrum bewegen, beträgt durchschnittlich 4,9 Bogensekunden (Große Bahnhalbachse). Dies entspricht bei der heliozentrischen Distanz der Sterne etwa 33,6 Astronomischen Einheiten (AE) – etwas mehr als die Distanz von Neptun um die Sonne. Durch die hohe Exzentrizität bedingt variiert ihr Abstand dabei von 16,5 bis 50,7 AE; für eine gemeinsame Umrundung benötigen sie 151,5 Jahre. Von der Erde aus betrachtet ist ihr Orbit um 139° geneigt.
Als System gehört Xi Bootis der Spektralklasse G5.0Ve an. Die Gesamtmasse des Systems beträgt etwa 1,6 Sonnenmassen (M☉).
Das Alter der Sterne lässt sich indes nur schwer bestimmen. Während starke chromosphärische Aktivitäten bei Xi Bootis A den Stern als einen erst 60 bis 200 Millionen Jahre jungen Stern vermuten lassen, weisen andere Messungen auf ein Alter von 6,5 Milliarden Jahre hin.

### Xi Bootis A
Der Hauptstern ξ Bootis A, ein Gelber Hauptreihenstern, besitzt eine variable scheinbare Helligkeit von zwischen +4,53 und +4,76 mag und gehört der Spektralklasse G8.0Ve an. Das Intervall der Veränderlichkeit beträgt 10,137 Tage. Die Rotation des Sterns selbst beträgt dagegen 6,31 Tage.
Sein Durchmesser beträgt 0,863 Sonnenradien; dies entspricht 1’201’900 km im Gesamtdurchmesser des Sterns. Die Masse beträgt 88,1 % der Masse der Sonne. Xi Bootis A besitzt allerdings demgegenüber nur etwa 60 % der Sonnenleuchtkraft. Die Metallizität des Sterns ist im Vergleich zur Sonne ebenfalls vermindert.
Xi Bootis A trägt in verschiedenen Sternkatalogen oft die Bezeichnungen Gliese 566 A, HD 131156 A, Struve 1888 A und BD+19°2870 A.

#### Asteroidengürtel
Infrarotmessungen für Trümmerscheiben aus dem Jahr 1997 wiesen beim Hauptstern Xi Bootis A erstmals auf die Existenz eines Kuipergürtel-artigen Asteroidengürtels hin. Die geschätzte minimale Gesamtmasse dieser Staubscheibe wird auf die 2,4-fache (± 0,7) Masse des Erdmondes (M☾) berechnet (gegenüber der 8,2 M☾ für den Kuipergürtel). Dies passt gut in andere bislang berechnete Massenberechnungen wie etwa für Wega (0,7 M☾), Fomalhaut (1,5 M☾) und Beta Pictoris (7,8 M☾). Der innere Asteroidengürtel im Sonnensystem weist im Vergleich dazu nur 0,04 M☾ auf. Die Temperatur des Gürtels beträgt 39 K (−234 °C)

### Xi Bootis B
Der +6,97 mag helle Begleitstern ξ Bootis B gehört zur Spektralklasse K5.0Ve und wird als ein Oranger Hauptreihenstern eingestuft. Sein Durchmesser beträgt 0,61 Sonnenradien; dies entspricht ca. 850.000 km im Durchmesser des Sterns. Die Masse beträgt zwischen 66 % und 72 % der Masse der Sonne, die Leuchtkraft dagegen nur 6,1 % der Sonne – und daher auch nur etwa 10 % der Leuchtkraft von Xi Bootis A.
Xi Bootis B trägt auch die Bezeichnungen Gliese 566 B, HD 131156 B, Struve 1888 B und BD+19°2870 B.
System Xi Bootis AB
| Name                        | Andere Bezeichnung       | Spektral- klasse | Koordinaten                     | Winkel- abstand as | Abstand in AE | Exzentr. | Scheinb. Helligk. mag | Durchm. R☉ | Masse M☉ | Temp. K |
| --------------------------- | ------------------------ | ---------------- | ------------------------------- | ------------------ | ------------- | -------- | --------------------- | ---------- | -------- | ------- |
| ξ Bootis A 37 Bootis A      | Gliese 566 A HD 131156 A | G8.0Ve           | 14h 51m 23,286s +19° 06′ 02,25″ | 0,00               | 0,00          | 0,51     | 4,76                  | 0,863      | 0,88100  | 5551    |
| Asteroidengürtel ξ Bootis A | —                        | Trümmerscheibe   | 14h 51m 23,286s +19° 06′ 02,25″ | ?                  | ?             | 0,00     | —                     | —          | 0,00009  | 39      |
| ξ Bootis B 37 Bootis B      | Gliese 566 B HD 131156 B | K5.0Ve           | 14h 51m 23,052s +19° 06′ 06,77″ | 4,90               | 33,60         | 0,51     | 6,07                  | 0,610      | 0,70000  | 4350    |

### Möglichkeit von substellaren Begleitern
Für die Existenz eines substellaren Begleiters in jedem Doppelsystem sind Bereiche, in welchem das Objekt über längere Zeiträume in einer stabilen Umlaufbahn verbleiben kann, eine notwendige Bedingung. Kreisförmige Umlaufbahnen müssten daher sehr nahe an einem der beiden Sterne liegen. Für einen hypothetischen Planeten in diesem System in einer Kreisförmigen Umlaufbahn wurde eine maximale Distanz von 3,8 AE bei Xi Bootis A und 3,5 AE bei Xi Bootis B berechnet (In unserem Sonnensystem entspräche dies den äußeren Bereichen des Asteroidengürtels).
Bei Xi Bootis A wurden bislang keine Hinweise auf substellare Begleiter gefunden. Es ist jedoch nicht auszuschließen, da aufgrund der vergleichsweise hohen Leuchtkraft beider Sterne, insbesondere des A-Sterns, ein nahe am Stern liegender terrestrischer Planet mit den gegenwärtigen Methoden nur sehr schwer auszumachen ist. Die Habitable Zone wurde für Xi Bootis A auf 0,70 AE (entsprechend etwa dem Abstand der Venus zur Sonne) berechnet, was einer Umlaufperiode von 221 Tagen entsprechen würde.
Bei Xi Bootis B dagegen gibt es Hinweise bereits seit dem Jahr 1943, als Messungen von periodischen Bahnstörungen in dessen Umlaufbahn auf die Existenz eines Exoplaneten hinwiesen. Die Messungen wurden von 1939 bis 1942 am Sproul Observatory gemacht und wiesen auf einen Begleiter mit einer Periode von 2,2 Jahren hin, mit einer berechneten Masse von 0,1 Sonnenmassen. 1988 fand man weitere Geschwindigkeitsveränderungen des B-Sterns, die eines Begleiters der 1- bis 9-fachen Jupitermasse entspräche. Diese Geschwindigkeitsveränderungen waren zu klein, um von einem den A-Stern umkreisenden Objekt zu stammen, da dieser dafür zu viel Masse besitzt. Die Habitable Zone ist bei diesem Stern bei 0,25 AE berechnet (innerhalb der Merkurbahn). Dies entspräche einer Umlaufperiode von nur 54 Tagen.
Ein Planet, der beide Sterne umkreist, würde für eine stabile Bahn dagegen eine Distanz von mindestens 108 AE benötigen.

### Nächstgelegene Nachbarn
| Name                     | Andere Bezeichnung | Spektral- klasse | Distanz LJ | Koordinaten RA / DA             | Scheinb. Helligk. mag | Parallaxe mas | Sonnen- Abstand LJ |
| ------------------------ | ------------------ | ---------------- | ---------- | ------------------------------- | --------------------- | ------------- | ------------------ |
| Gliese 526 Lalande 25372 | Wolf 498 HD 119850 | M4,0V            | 6,9        | 13h 45m 43,777s +14° 53′ 29,46″ | 8,50                  | 185,49 ± 1,10 | 17,584             |
| Gliese 514 BD+11°2576    | Ross 490 HIP 65859 | M1.0V            | 9,2        | 13h 29m 59,786s +10° 22′ 37,79″ | 9,03                  | 130,62 ± 1,05 | 24,970             |